# Joan Oumari
Joan Oumari (født 19. august 1988) er en libanesisk fodboldspiller. Han har spillet for Libanons landshold.

## Libanons fodboldlandshold
| Libanons landshold | Libanons landshold | Libanons landshold |
| År                 | Kmp                | Mål                |
| ------------------ | ------------------ | ------------------ |
| 2013               | 1                  | 0                  |
| 2014               | 0                  | 0                  |
| 2015               | 8                  | 2                  |
| 2016               | 4                  | 0                  |
| 2017               | 2                  | 0                  |
| 2018               | 3                  | 0                  |
| Total              | 18                 | 2                  |